# Prefectura Kumamoto
Prefectura Kumamoto (熊本県 Kumamoto-ken?) este una din prefecturile din Japonia.

## Geografie

Harta prefecturii Kumamoto

### Municipii
Prefectura cuprinde 14 localități cu statut de municipiu (市):

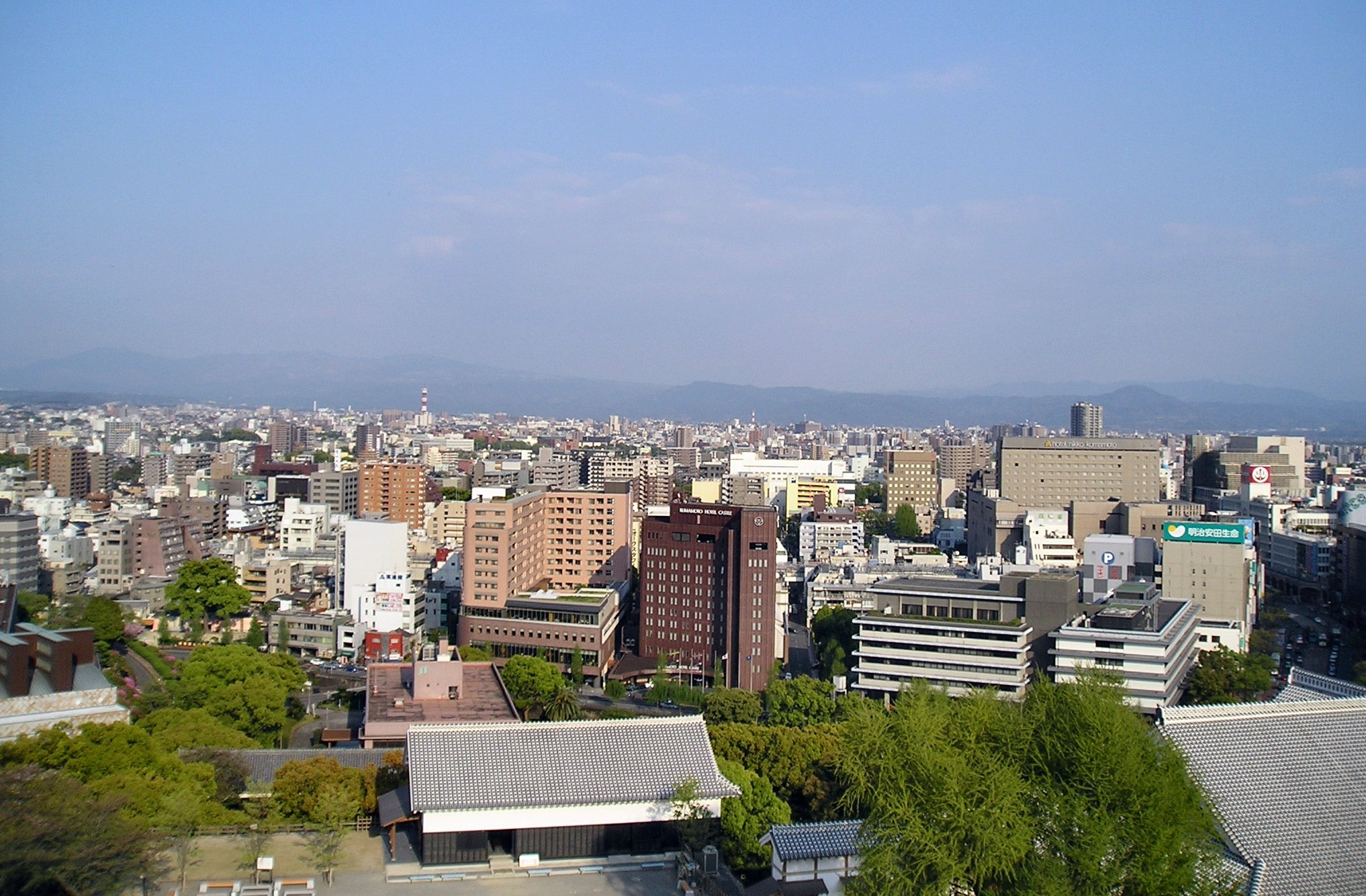
Municipiul Kumamoto

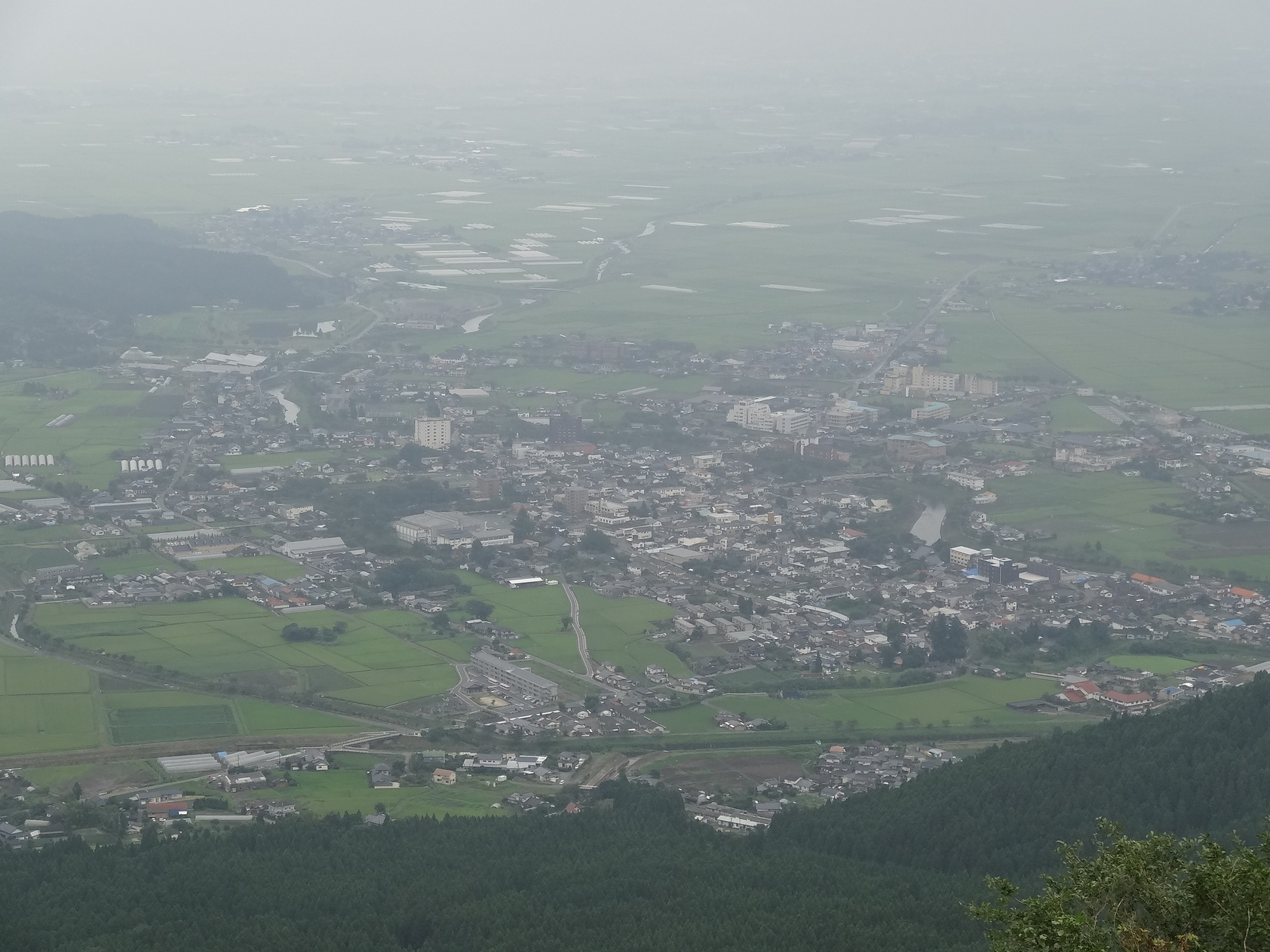
Municipiul Aso

| - Amakusa - Arao - Aso - Hitoyoshi - Kamiamakusa | - Kikuchi - Kōshi - Kumamoto (centrul prefectural) - Minamata - Tamana | - Uki - Uto - Yamaga - Yatsushiro |